# Анискин и Фантомас
«Ани́скин и Фантома́с» — советский двухсерийный художественный телевизионный комедийный детективный фильм, снятый в 1973 году режиссёрами Михаилом Жаровым, Виталием Ивановым и Владимиром Рапопортом. Продолжение киноповести о деревенском участковом милиционере Анискине.

## Сюжет
Неизвестные злоумышленники в чёрных капроновых чулках на головах ограбили кассира. Расследование ведёт участковый, старший лейтенант милиции Анискин. Он полагает, что дети после бесконечных просмотров фильмов о Фантомасе просто играют в «фантомасов», но кто подбил детей на это преступление в деревне, в сибирской глубинке, где все друг друга знают? Это и предстоит выяснить Анискину.
Выяснилось, что на грабёж ребят подговорил киномеханик Голубков. Он внушил Петьке Опанасенко и его другу Витьке Матушкину, что на отца Петьки, Василия, устроившего в райцентре пьяный дебош, был составлен протокол и тому грозит арест, которого можно избежать, если выкрасть протокол, когда его будут перевозить в сплавконторском ГАЗике. Мальчишки поверили и, надев чёрные маски-чулки, похитили сумку, уверенные, что именно в ней находится протокол, но в сумке были только деньги, предназначенные для выплаты аванса работникам сплавконторского участка — 3700 рублей. Все эти деньги организатор преступления забрал себе, а Петьке и Витьке велел молчать…

## В ролях
| Актёр                | Роль                                                    |
| -------------------- | ------------------------------------------------------- |
| Михаил Жаров         | сельский участковый Фёдор Иванович Анискин              |
| Татьяна Пельтцер     | его жена Глафира Лукьяновна                             |
| Лидия Смирнова       | продавщица сельского магазина Евдокия Мироновна Пронина |
| Пётр Шапаров         | Витька Матушкин                                         |
| Игорь Шмаков         | Петька Опанасенко                                       |
| Олег Балакин         | отец Петьки Василий Опанасенко                          |
| Роман Ткачук         | заведующий клубом Геннадий Николаевич Паздников         |
| Валентин Абрамов     | директор средней школы Яков Власович                    |
| Валерий Носик        | геолог и детектив-любитель Лютиков                      |
| Алексей Сафонов      | киномеханик Григорий Петрович Голубков                  |
| Виктор Байков        | водитель ограбленной машины Свиридов                    |
| Евгений Буренков     | бригадир геологов                                       |
| Валентина Березуцкая | Лукерья Сузгина, она же Сузгиниха                       |
| Валентина Ананьина   | кассирша Попова                                         |
| Анна Жарова          | старшая пионервожатая Аня                               |
| Лариса Блинова       | Валентина Опанасенко                                    |
| Борис Белов          | председатель колхоза Иван Иваныч                        |
| Виктория Духина      | мать Витьки Матушкина                                   |
| Артур Нищёнкин       | капитан милиции Игорь Владимирович Катюшин              |
| Маргарита Фомина     | Вера Ивановна Косая (Голубкова)                         |
| Алексей Чернов       | прокурор                                                |
| Вячеслав Подвиг      | отец Борьки                                             |
| Клавдия Козлёнкова   | Степанида Семёновна                                     |
| Надежда Самсонова    | деревенская сплетница                                   |
| Юрий Григорьев       | пионервожатый                                           |
| Павел Степанов       | мальчик в кустах                                        |
| Роман Мадянов        | Ромка                                                   |
| Наталия Трисветова   | Элеонора                                                |
| Сергей Накапкин      | эпизод                                                  |
| Алексей Цветков      | эпизод                                                  |

## Не указанные в титрах
- Николай Светлаев — одноклассник Петьки и Витьки (вторая серия)
- Владимир Давыдов — одноклассник Петьки и Витьки (вторая серия)
- Марина Сальникова — эпизод

## Съёмочная группа
- Автор сценария: Виль Липатов
- Режиссёры:
  - Михаил Жаров
  - Виталий Иванов
  - Владимир Рапопорт
- Операторы:
  - Анатолий Буравчиков
  - Владимир Рапопорт
- Художник: Пётр Пашкевич
- Композиторы:
  - Ян Френкель
  - Владимир Шаинский
- Тексты песен: Инна Гофф, Иван Юшин
- Песню «Травы» исполняет Геннадий Белов
- Государственный симфонический оркестр кинематографии

- Дирижёр: Давид Штильман

- Директор картины: Аркадий Кушлянский

## Технические данные
- Производство: Киностудия имени М. Горького
- Художественный фильм, двухсерийный, телевизионный, чёрно-белый